# Wereldkampioenschap voetbal 2006 (Groep F) Brazilië - Kroatië
Deze pagina is een subpagina van het artikel Wereldkampioenschap voetbal 2006. Hierin wordt de wedstrijd in de groepsfase in groep F tussen Brazilië en Kroatië gespeeld op 13 juni 2006 nader uitgelicht.

## Nieuws voorafgaand aan de wedstrijd
- 4 juni - Met zeer veel zelfvertrouwen overrompelde Brazilië het team van Nieuw-Zeeland in haar laatste oefenwedstrijd. De tegenstander werd met groot gemak op een 4-0 nederlaag getrakteerd. De doelpunten werden gescoord door. Ronaldo, Adriano, Kaká en Juninho Pernambucano.
- 7 juni - Kroatië verliest na een 1-0-voorsprong door een eigen doelpunt haar laatste oefenduel met 2-1 van Spanje, dat twee minuten in blessuretijd de winnende treffer liet aantekenen.
- 9 juni - De Braziliaan Ronaldo kampt met een ontsteking aan de luchtwegen. Volgens de Braziliaanse teamarts is er nog geen reden om zich zorgen te maken, toch nam hij uit voorzorg niet deel aan de training.
- 11 juni - In een wedstrijd van 45 minuten tegen de reserves heeft het Braziliaans basiselftal met 3-0 verloren. Juninho Pernambucano scoorde tweemaal voor de reserves, Frederico Chaves Guedes maakte het derde doelpunt.

## Voorbeschouwing
- Adriano en Ronaldo vormen de aanval van Brazilië. Ronaldinho en Kaká maken deel uit van het middenveld. Bij Kroatië zit oud-Ajacied Joey Didulica op de bank.

## Wedstrijdgegevens
| Datum                | 13 juni 2006                | 13 juni 2006                |
| Stadion              | Olympiastadion, Berlijn     | Olympiastadion, Berlijn     |
| Toeschouwers         | 72.000                      | 72.000                      |
| Scheidsrechter       | Benito Archundia            | Benito Archundia            |
| Assistenten          | José Ramírez Hector Vergara | José Ramírez Hector Vergara |
| Vierde man           | Mohamed Guezzaz             | Mohamed Guezzaz             |
| Man van de wedstrijd | Kaká                        | Kaká                        |
|                      | Brazilië                    | Kroatië                     |
| Doelpunten           | 1                           | 0                           |
| Gele kaarten         | 1                           | 3                           |
| Rode kaarten         | 0                           | 0                           |
| Wissels              | 1                           | 2                           |
| Schoten op doel      | 13                          | 9                           |
| Schoten naast doel   | 6                           | 3                           |
| Overtredingen        | 20                          | 20                          |
| Hoekschoppen         | 5                           | 7                           |
| Buitenspel           | 3                           | 4                           |
| Strafschoppen        | 0                           | 0                           |
| Balbezit (tijd)      | 32'00"                      | 32'00"                      |
| Balbezit (%)         | 50%                         | 50%                         |

| Brazilië                                                                                   | 1 – 0           | Kroatië |
| Kaká 44'                                                                                   | goals (assists) | |
| Carlos Alberto Parreira                                                                    | bondscoach      | Zlatko Kranjčar |
| Dida Cafú Lúcio Juan Emerson Roberto Carlos Adriano Kaká Ronaldo 69' Ronaldinho Zé Roberto | opstellingen    | Stipe Pletikosa Darijo Srna Josip Simunic Robert Kovač Igor Tudor Dario Šimić Dado Babic Dado Pršo 41' Niko Kovač 56' Ivan Klasnić Niko Kranjčar |
| Robinho 69'                                                                                | wissels         | 41' Jerko Leko 56' Ivica Olić |
| Emerson 42'                                                                                | gele kaarten    | |
|                                                                                            | rode kaarten    | |

## Nabeschouwing
- Met deze 1-0-overwinning verbreekt Brazilië het record van aantal opeenvolgende zeges op een WK. Dit is de 8e overwinning van Brazilië op rij, het vorige record werd gedeeld met Italië dat in 1934 en 1938 7 maal op rij won. Op het WK 2002 in Japan en Zuid-Korea won Brazilië al zijn zeven wedstrijden. Deze wedstrijd is meteen ook de 100e keer dat Ronaldo voor het Braziliaans nationaal elftal speelt.
- Brazilië wint dan wel, maar voldoet niet aan de hoge verwachtingen. Kroatië deed niet onder voor de regerend wereldkampioen en maakte aanspraak op een gelijkspel.

## Overzicht van wedstrijden
| Groepswedstrijden | | | |
| Groep A | Groep B | Groep C | Groep D |
| Duitsland - Costa Rica Polen - Ecuador Duitsland - Polen Ecuador - Costa Rica Ecuador - Duitsland Costa Rica - Polen             | Engeland - Paraguay Trinidad en Tobago - Zweden Engeland - Trinidad en Tobago Zweden - Paraguay Zweden - Engeland Paraguay - Trinidad en Tobago | Argentinië - Ivoorkust Servië en Montenegro - Nederland Argentinië - Servië en Montenegro Nederland - Ivoorkust Nederland - Argentinië Ivoorkust - Servië en Montenegro | Mexico - Iran Angola - Portugal Mexico - Angola Portugal - Iran Portugal - Mexico Iran - Angola                               |
| Groep E | Groep F | Groep G | Groep H |
| Italië - Ghana Verenigde Staten - Tsjechië Italië - Verenigde Staten Tsjechië - Ghana Tsjechië - Italië Ghana - Verenigde Staten | Australië - Japan Brazilië - Kroatië Brazilië - Australië Japan - Kroatië Japan - Brazilië Kroatië - Australië                                  | Frankrijk - Zwitserland Zuid-Korea - Togo Frankrijk - Zuid-Korea Togo - Zwitserland Togo - Frankrijk Zwitserland - Zuid-Korea                                           | Spanje - Oekraïne Tunesië - Saoedi-Arabië Spanje - Tunesië Saoedi-Arabië - Oekraïne Saoedi-Arabië - Spanje Oekraïne - Tunesië |
| Achtste finales | | | |
| Duitsland - Zweden Argentinië - Mexico                                                                                           | Italië - Australië Zwitserland - Oekraïne | Engeland - Ecuador Portugal - Nederland | Brazilië - Ghana Spanje - Frankrijk                                                                                           |
| Kwartfinales | | | |
| Duitsland - Argentinië | Italië - Oekraïne | Engeland - Portugal | Brazilië - Frankrijk |
| Halve finales | | | |
| Duitsland - Italië | Duitsland - Italië | Portugal - Frankrijk | Portugal - Frankrijk |
| Troostfinale | | | |
| Duitsland - Portugal | | | |
| Finale | | | |
| Italië - Frankrijk | | | |